# Glossosphecia contaminata
Glossosphecia contaminata är en fjärilsart som beskrevs av Butler 1878. Glossosphecia contaminata ingår i släktet Glossosphecia och familjen glasvingar. Inga underarter finns listade i Catalogue of Life.